# Inflation

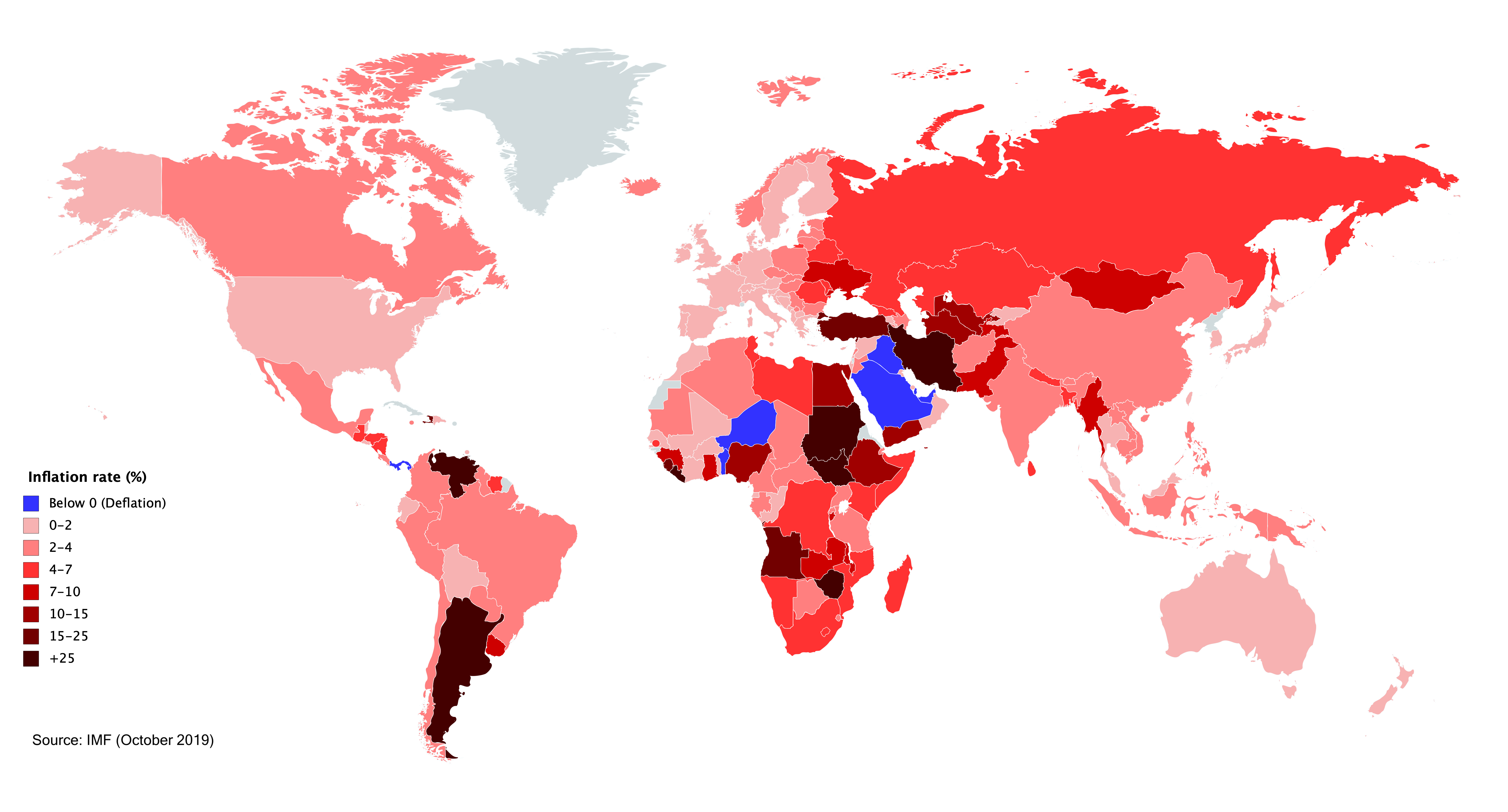
Inflation 2019.

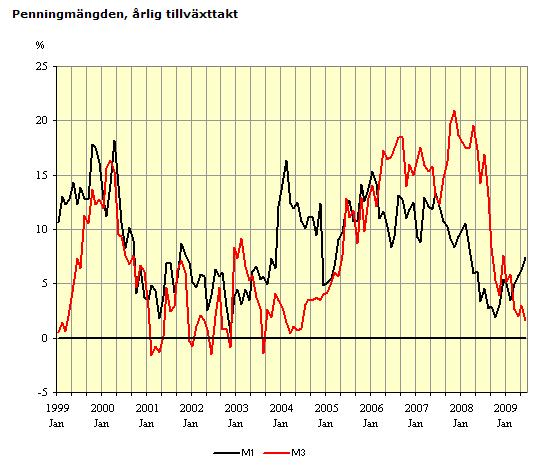
Penningmängden, årlig tillväxttakt enl. M1 och M3 från SCB.

Inflation definieras i modern nationalekonomisk teori som en ökning av den allmänna prisnivån i en ekonomi under en viss tidsperiod. Den mäts vanligtvis med ett prisindex, till exempel konsumentprisindex (KPI). Motsatsen till inflation är deflation, vilket innebär en minskning av den allmänna prisnivån.
Historiskt sett finns även en snävare betydelse av ordet inflation som ökning av penningmängden. I moderna ekonomiska sammanhang betraktas dock enbart en ökande penningmängd som en av flera potentiella orsaker till en ökad prisnivå.
För att en inflationsimpuls skall övergå i stadigvarande inflation måste den eller de som har möjlighet att skapa mer pengar, vanligtvis centralbanken och vanliga banker, öka penningmängden. Penningmängden är ett mått på de likvida medel som cirkulerar i ekonomin. När inflationsförväntningar etablerats drivs ytterligare inflation fram genom att löntagare, långivare och prissättare vill gardera sig för förväntad inflation.
Förväntad inflation kan leda till faktisk inflation: då människor förväntar sig att priserna kommer att gå upp i landet, då kräver de högre löner från sina arbetsgivare. Ökar mängden kapital i cirkulation kommer även priserna att snabbt följa med efter och om då produkterna troligtvis blir dyrare och pengarna inte värda lika mycket längre, alltså inflation.

## Inflationsjustering
För att jämföra priser vid olika tidpunkter går det att justera priserna för att ta hänsyn till inflationen som skett mellan de två tidpunkterna.
Priser, som ej justerats för inflation, kallas löpande priser. Priser som har justerats för inflation kallas fasta priser. Andra uttryck som används är nominellt värde (ej justerat för inflation) i kontrast mot realt värde (justerat för inflation).

## Mått
Penningmängden är inte given, det finns olika definitioner av den. M0 är den smalaste och omfattar allmänhetens (innehavarsektorns) innehav av mynt och sedlar, medan M1, M2 och M3 är bredare mått som omfattar olika substitut för pengar, främst inlåning. Definitionerna av M0, M1, M2 och M3 varierar mellan olika länder och kan även inom länder förändras över tiden.
Vissa ekonomer anser att inflationen bör mätas direkt, genom att studera förändringar i penningmängden med hjälp av M1 och/eller M3. När en inflationsmätning presenteras så är det hävdvunnet att också rapportera vilken mätmetod som har använts.

## Inflationens orsak
Inflation beror på att penningmängden (eller omsättningstakten) ökar snabbare än utbudet av varor och tjänster, alternativt att ökningstakten av utbudet av varor och tjänster sjunker snabbare än penningmängden minskar. Penningmängden påverkas normalt främst av bankerna, genom att merparten av pengarna i moderna ekonomier skapas av dessa i samband med kreditgivningen. Dock kan även centralbankerna påverka penningmängden direkt såväl som indirekt, direkt genom att helt enkelt låna ut pengar och indirekt genom påverkan på banksystemet i stort. Utbudet av varor och tjänster i ekonomin påverkar inflationen, genom att det är detta som penningmängden jämförs med. Inflation kan också uppstå om importvarorna stiger i pris. Ett exempel är om oljepriset höjs, då blir transporter och mycket annat dyrare, företagen kompenserar detta med högre priser och löntagarna kräver högre lön för att täcka den dyrare konsumtionen.

## Konsumentprisindex i Sverige
Den svenska Riksbankens inflationsmål är sedan 1993 att konsumentprisindex ska öka med högst 2 procent om året.
Från 1980-talet till 2010-talet har Sverige haft följande inflation:
| - år 1980: 13,6 % - år 1990: 10,5 % - år 2000: 1,0 % - år 2001: 2,4 % - år 2002: 2,2 % - år 2003: 1,9 % - år 2004: 0,4 % - år 2005: 0,5 % - år 2006: 1,4 % | - år 2007: 2,2 % - år 2008: 3,4 % - år 2009: -0,3 % - år 2010: 1,3 % - år 2011: 2,6 % - år 2012: 0,9 % - år 2013: 0,0 % - år 2014: -0,2 % - år 2015: 0,0 % | - år 2016: 1,0 % - år 2017: 1,8 % - år 2018: 2,0 % - år 2019: 1,8 % - år 2020: 0,5 % - år 2021: 2,2 % - år 2022: 8,4 % - år 2023: 8,5 % - år 2024: 2,8 % |

| Inflationsutvecklingen 1970–2016 |
| -------------------------------- |
|                                  |

1974–1984 hade Sverige högre inflation än 8 procent per år. 1998, 2009 och 2014 hade Sverige deflation. Om man tittar närmare på inflationen i Sverige, finner man att den kan ändra sig mycket från år till år. Att Riksbanken har bestämt sig för att ha en inflation på cirka 2 procent per år, beror på att den nivån historiskt visat sig vara gynnsam.[källa behövs] Anledningen till detta är att man får en "deflationsbuffert". Dessutom är noll-inflation inte bra då det tenderar att göra löner oflexibla och investeringar mindre lönsamma.
Tidigare årtal finns i Reala kapitalinkomster/utgifter.

## Förklaringar till inflation
Efterfrågeinflation: Konsumenterna vill och har, med gällande priser, råd att köpa mer än vad företagen kan producera. Det vill säga att den totala efterfrågan är större än utbudet på varor och tjänster, vilket innebär att priserna stiger. Detta är ofta fallet under högkonjunkturer.
Kostnadsinflation: Om produktionskostnaderna stiger, till exempel genom att lönerna höjs, stiger ofta även priserna på produkterna eller tjänsterna (sambandet gäller inte alltid, då producenterna också kan minska sin vinst eller genomföra produktivitetshöjningar). Då startas inflationen alltså av utbudssidan, ej av efterfrågesidan.
Importerad inflation: Om priset på utländska varor stiger, stiger kostnaderna för företagen (i den mån de använder utländska insatsvaror) och därför vid sidan av priser på importvaror även priserna på inhemska varor. Detta kan även betyda värdeminskning av riksbankens reserv av utländska valutor.
Penningmängdsökning: inflation i ordets ursprungliga betydelse. Penningmängden ökas genom att banker skapar krediter (se fractional-reserve banking), eller att staten skapar nya pengar, för att täcka underskott i statskassan. När de nya pengarna slutligen letar sig in i den allmänna ekonomin så minskar valutavärdet, om inte samhällets realvärden ökar i motsvarande grad. Värdeminskningen släpar efter och är en av orsakerna till att valutor ofta fortsätter att tappa värde, även under lågkonjunkturer, då penningmängdsökningen är blygsam.

## Effekter av inflation
Inflationens verkningar (förutom att både löner och priser stiger) kan innebära en omfördelning av både förmögenheter och inkomster, då inflationen är oförutsedd. Dessutom kan utrikeshandeln påverkas av höjda prisnivåer, särskilt vid fast växelkurs.

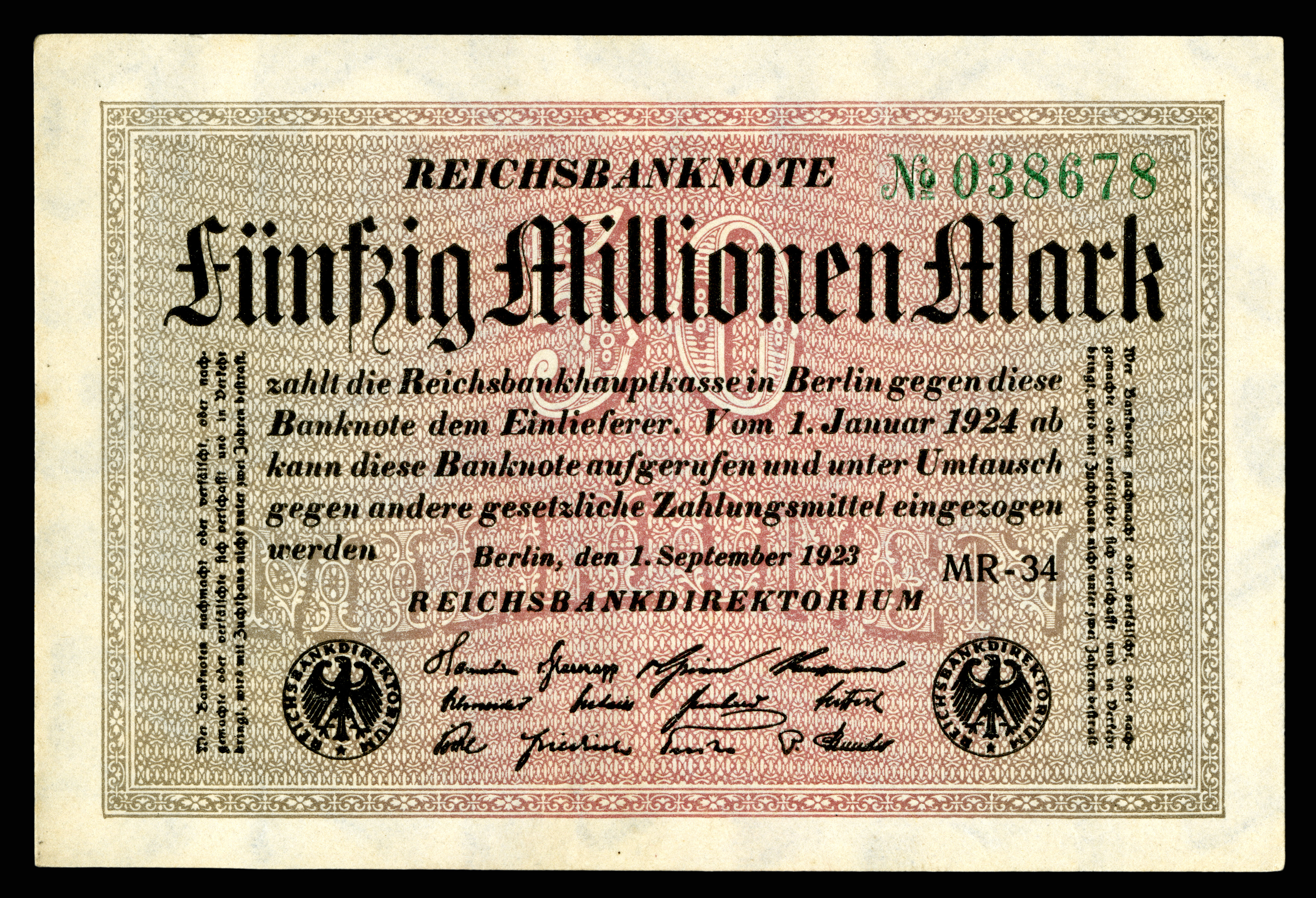
En 50-miljonermarkssedel från inflationen i Weimarrepubliken.

Inflationsbekämpning drivs genom åtstramningspolitik för att dämpa efterfrågan. Det är främst genom en åtstramad finanspolitik (höjda skatter och minskade offentliga utgifter) och penningpolitik (höjda räntor), som staten kan dämpa inflationen.
Det är viktigt att en inflationsbekämpande politik görs trovärdig så att inflationsförväntningarna minskar.
Om inflationen är hög kan människor börja samla på sig saker, eftersom alternativet – att inte köpa – betyder att man har kvar mer pengar vars värde minskar. Detta är en ur samhällssynpunkt oattraktiv utveckling, eftersom investeringarna sker i varor istället för produktion. Detta kan även leda till bubblor.
Eftersom priser ändras snabbt under hyperinflation, gör det att priser bara med svårighet kan jämföras.

## Värdeutveckling jämfört med inflation

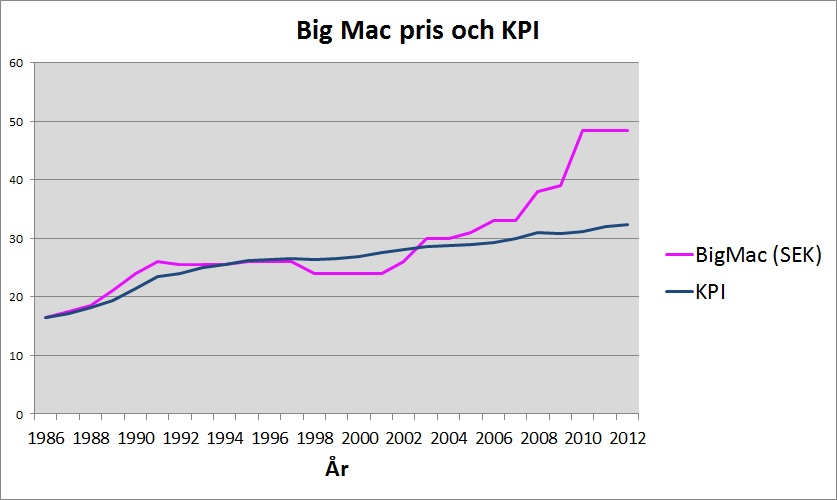
Big Mac-index.

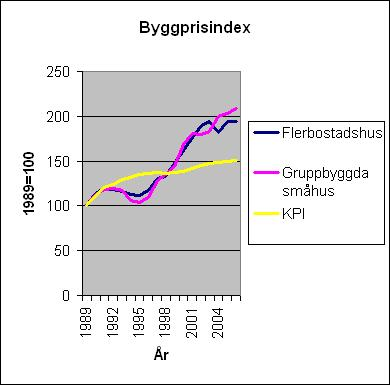
Byggprisindex från artikeln finanskrisen 2008–2009 i Sverige, SCB.

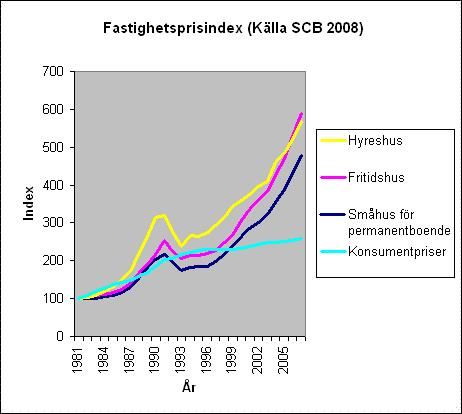
Fastighetsprisindex från artikeln finanskrisen 2008–2009 i Sverige, SCB.

Många diskuterar hur representativ den "korg" av varor som ligger till grund för konsumentprisindex (KPI) är.
Till höger ses ett antal grafer på några olika prisnivåer jämfört med KPI-utvecklingen.
KPI ingår i inflationsberäkningen, men i inflationsberäkningen ingår dessutom räntenivån vilket gör att till exempel bopriser kan gå upp fast övriga priser går ned emedan bostadsägaren får en lägre kostnad. Problemet är att nybyggnationer och fastighetsköp för dem som går in i marknaden då inte följer övriga konsumentpriser och löner. Dock menar många att på lång sikt bör utvecklingen följa inflationen.
Genom dilemmat att riksbanken justerar räntan för KPI samtidigt som räntan ingår i inflationsberäkningen (men inte huspriser) kan detta få till effekt att riksbankens höjningar eller sänkningar förstärks. Det vill säga sänker riksbanken räntan blir den beräknade inflationen lägre, vilket i sin tur leder till att räntan behöver sänkas ytterligare. Vid höjning gäller det motsatta.
Det bör noteras att vissa varors priser, på grund av konkurrenskrafter, skatteeffekter, råvarutillgångar eller industrialiseringsprocesser inte behöver följa KPI.